# Palais Vischer

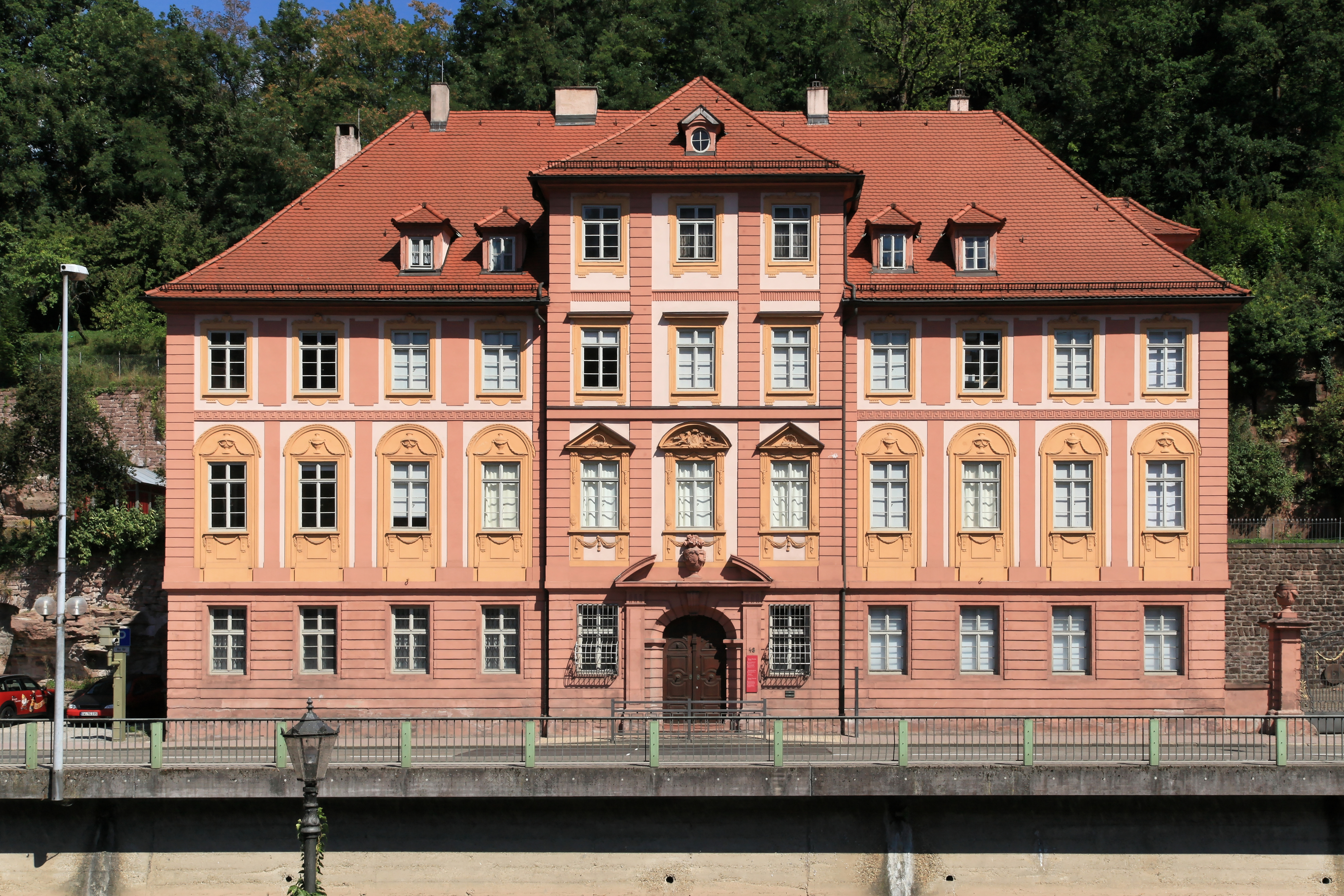
Das Palais Vischer

Das Palais Vischer ist ein klassizistisches Stadtpalais, das heute als Museum zur Geschichte der baden-württembergischen Stadt Calw dient.

## Geschichte
Das Palais in der Bischofstraße 48 wurde 1787–1791 nach Plänen des württembergischen Hofbaumeisters Reinhard Ferdinand Heinrich Fischer für den Holz- und Floßhändler Johann Martin Vischer gebaut. 1825 wurde es an den Baumwollspinnerei-Unternehmer Carl Heinrich Staelin verkauft. Nach Staelins Insolvenz 1902 kaufte der Fabrikant Ludwig Schüz das Anwesen. 1961 erwarb es die Stadt Calw. Es ist eines der wenigen erhalten gebliebenen Privatgebäude nach Entwürfen des Hofbaumeisters Reinhard Ferdinand Heinrich Fischer, der bedeutend für seinen klaren Schwäbischen Klassizismus war. Heute beherbergt das Palais das Museum der Stadt Calw.

## Architektur
Die Fassade ist zur nur einseitig bebauten Bischofstraße ausgerichtet. Zum Berghang hat das Gebäude kurze Flügel.
Der Wirtschaftshof samt Stallgebäude wurde wegen der beengten Hanglage neben dem Hauptgebäude angelegt. Damit entfiel die meist anzutreffende Tordurchfahrt zu Wirtschaftstrakt und Stallungen. Stattdessen gelang dem Architekten hier die Gestaltung eines repräsentativen Vestibüls, von wo aus eine elegante Treppenführung Eingangshalle Vestibül und Obergeschosse verbindet.

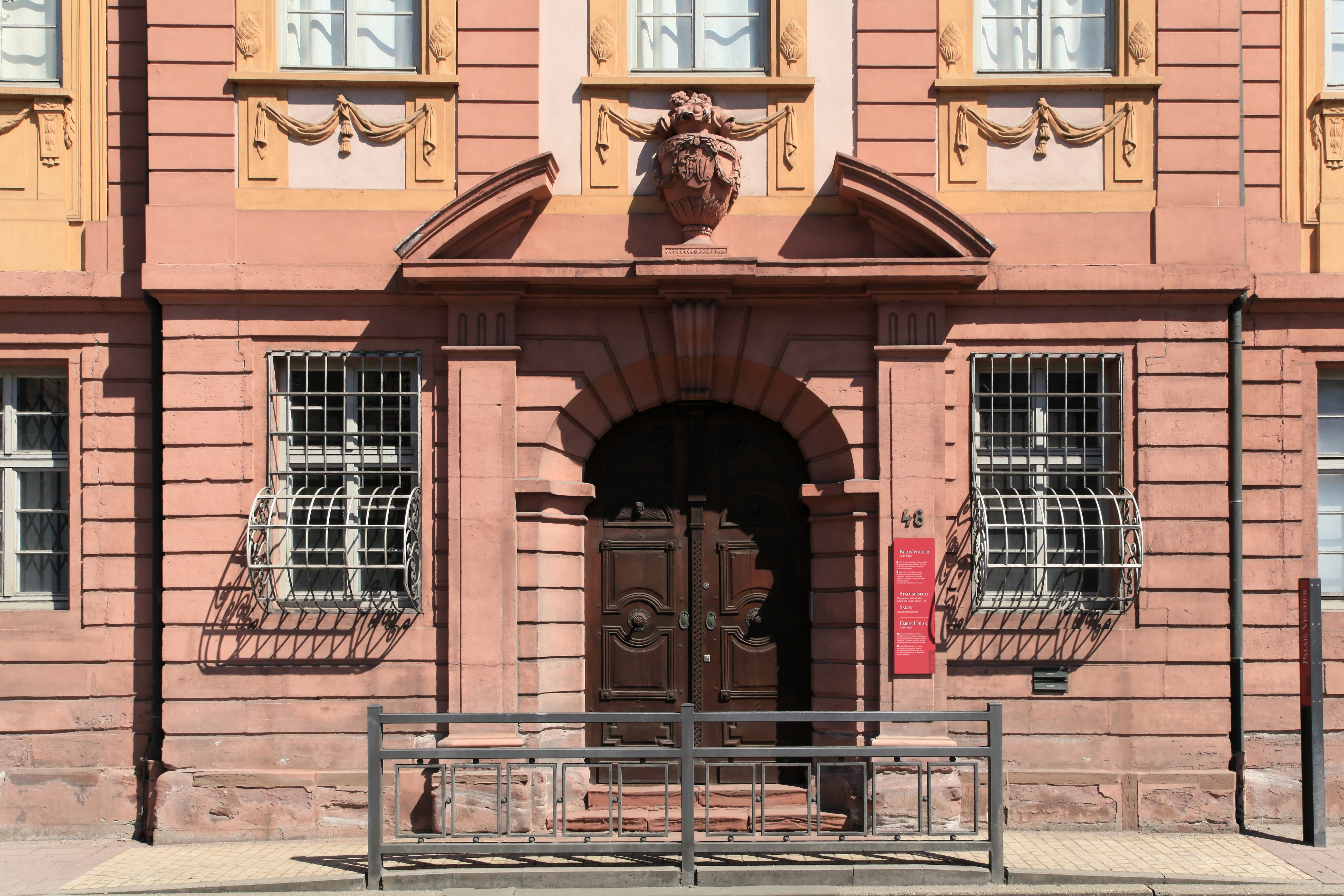
Portal

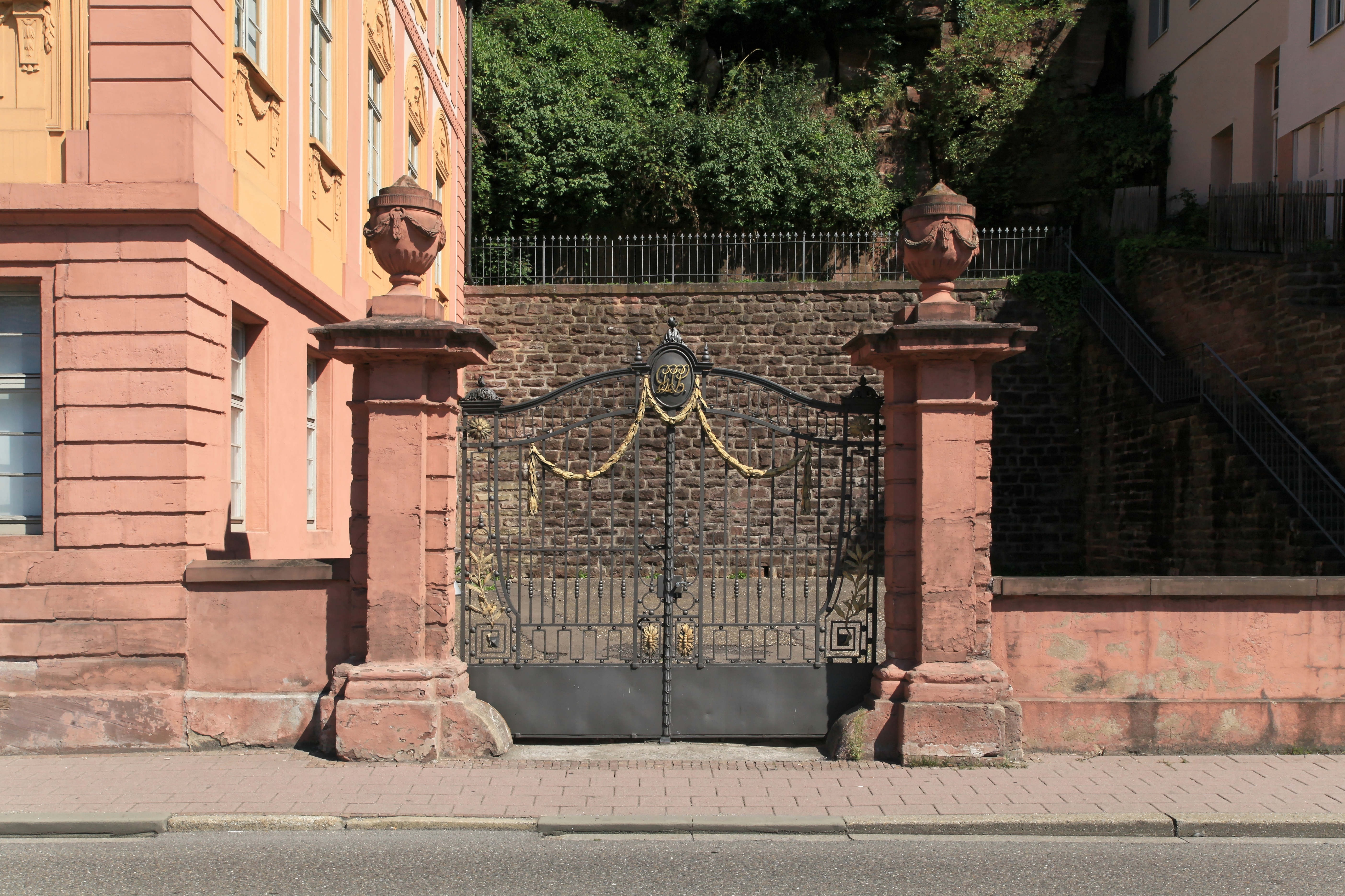
Tor

Im Erdgeschoss befanden sich die Geschäftsräume, Lagerräume und eine Kutschenremise, die beiden Wohngeschosse darüber wurden durch die Stuckgestaltung optisch verbunden und vom Erdgeschoss abgesetzt. Dabei wurde durch den Fassadenschmuck der erste Stock als Hauptstockwerk hervorgehoben, obwohl die Raum- und Fensterhöhe im zweiten Stock gleich ist. Hinter dem Mittelrisalit lagen im Erdgeschoss das Vestibül, in den Wohngeschossen die Salons.
Die Fassade war ursprünglich in Rot, Hellrot und Ocker gehalten, wodurch plastische Wirkungen erzielt wurden. Insgesamt hat das Gebäude heute acht verschiedene Farbfassungen hinter sich.
Das Treppenhaus und möglicherweise auch das Vestibül war bis zur Brüstungshöhe bemalt; der Grundton dürfte hellblau gewesen sein. Bänderungen in Hellrot und Ocker setzten diesen Teil der Wände von den einfarbig hellgrau gestrichenen oberen Bereichen der Wände ab.
1870 erhielt das Gebäude eine Gasbeleuchtung und die Flure wurden vom Treppenhaus durch Glastüren abgetrennt. 1902 wurde das Dachgeschoss zur Wohnung ausgebaut. 1962 erfolgte eine Totalsanierung, der die Ausstattung des oberen Saales zum Opfer fiel.

## Museum

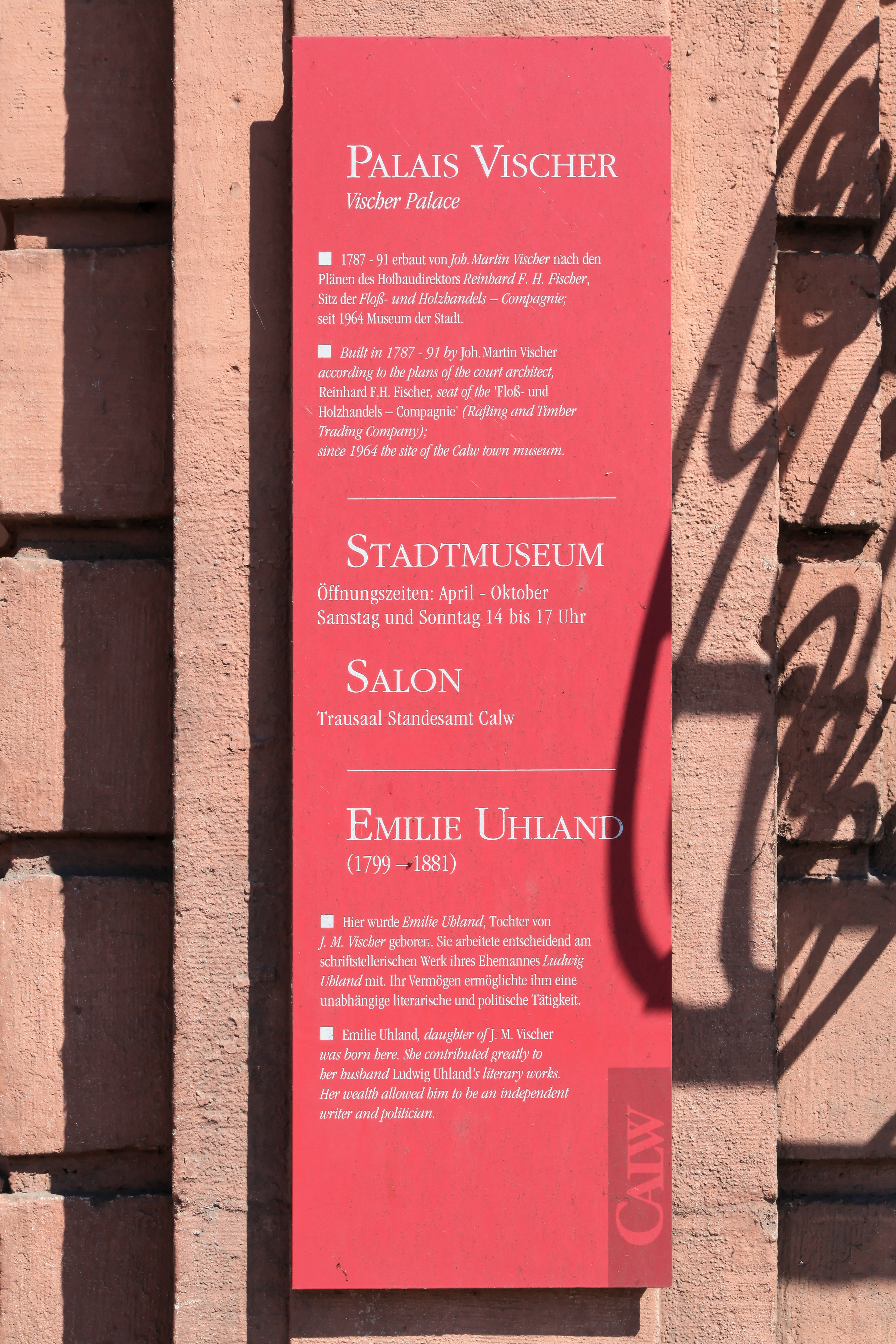
Museums-Schild

Seit 1964 dient das Palais als Museum. Einige der 18 Räume des Museums sind im Originalzustand erhalten geblieben; im Landschaftszimmer befindet sich klassizistisches Mobiliar nach Entwürfen von Thouret. Ferner zeigt das Museum Exponate zur Calwer Holzhandels- und Floßcompagnie, die einen bedeutenden Wirtschaftsfaktor für die Stadt darstellte, zur Zeughandels-Compagnie, zur Joseph und Karl Friedrich von Gärtner, zum Calwer Ulrich Rülein und zum Calwer Wald.

## Sonstiges
Das Palais Vischer ist das Geburtshaus von Ludwig Uhlands Ehefrau Emilie, geborene Vischer (* 1799, † 1881).